# Gilberto Pichetto Fratin

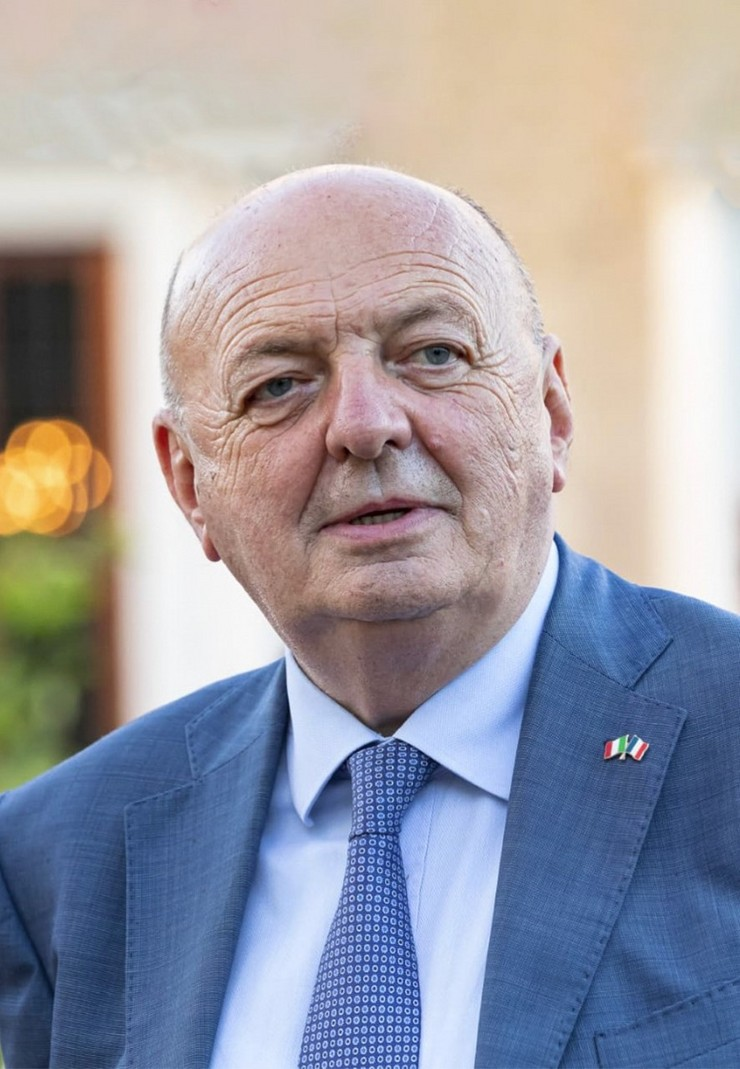
Gilberto Pichetto Fratin (2022)

Gilberto Pichetto Fratin (geboren 4. Januar 1954 in Veglio) ist ein italienischer Politiker. Seit Oktober 2022 ist er Minister für Umwelt und Energiesicherheit im Kabinett Meloni.

## Werdegang
Pichetto Fratin stammt aus Veglio einer kleinen Ortschaft in der Provinz Biella im Piemont. Er studierte Wirtschaftswissenschaften an der Universität Turin. Nach seiner Laurea 1978 war er als Steuerberater tätig. Zugleich lehrte er an technischen Instituten unter anderem Buchhaltung und Bankwesen.
Seine politische Karriere begann Pichetto Fratin 1975 als Kommunalpolitiker der Republikanischen Partei im Gemeinderat von Gifflenga, dem er bis 1980 angehörte. Anschließend war er Vizebürgermeister von Biella. Nach der Gründung von Forza Italia (FI) 1994 trat er der von Silvio Berlusconi angeführten Partei bei. 1995 zog er für FI in den Regionalrat der Region Piemont ein. Zwei Jahre später erfolgte seine Ernennung zum Assessor (Regionalminister) für Industrie, Handwerk und Handel in der Regionalregierung von Parteikollege Enzo Ghigo. Das Amt hatte er bis zur Wahlniederlage von Forza Italia 2005 inne. Dem Regionalrat gehörte er noch bis 2008 an. Nach seiner erfolgreichen Kandidatur bei den Parlamentswahlen 2008 zog er für die Wahlliste Popolo della Libertà (PdL) in den Senat des Italienischen Parlaments ein.
Nach dem Ende der XVI. Legislaturperiode 2013 wurde Pichetto Fratin von Regionalpräsident Roberto Cota zurück in den piemontesischen Regionalrat berufen und mit dem Assessorat für Finanzen betraut. Zugleich war er stellvertretender Präsident der Region. Bei der Regionalratswahl 2014 war auf ausdrücklichen Wunsch von Berlusconi Spitzenkandidat der Mitte-Rechts-Koalition, verlor aber deutlich gegen Sergio Chiamparino von der Partito Democratico (PD), auch weil Fratelli d’Italia mit Guido Crosetto einen eigenen Kandidaten präsentierte.
Bei den Parlamentswahlen trat er erneut für Forza Italia für einen Platz im Palazzo Madama an. In der anschließenden XVIII. Legislaturperiode wurde er im Februar 2021 im Kabinett Draghi zum Unterstaatssekretär im von Giancarlo Giorgetti geleiteten Ministerium für wirtschaftliche Entwicklung ernannt. Im April 2021 folgte seine Ernennung zum Vizeminister im gleichen Ministerium.
Im September 2022 zog er bei den Parlamentswahlen für FI in die Abgeordnetenkammer im Palazzo Montecitorio ein. Am 21. Oktober 2022 wurde Gilberto Pichetto Fratin von der designierten Ministerpräsidentin Giorgia Meloni aus Versehen zunächst als neuer Minister der Öffentlichen Verwaltung vorgeschlagen und Paolo Zangrillo für das Umweltministerium. Erst in der Folge wurde der Fehler erkannt und Pichetto Fratin am Tag darauf von Staatspräsident Sergio Mattarella als neuer Umweltminister vereidigt.
In seinen ersten Erklärungen als Umweltminister sprach sich Pichetto Fratin für die Kernenergie und für Förderplattformen vor den italienischen Küsten aus. Auf erneuerbare Energien wie Solar- und Windenergie ging er nicht ein. Bereits im Frühjahr 2021 erklärte er, dass die EU-Plastiksteuer die italienische Industrie schädige und er sie abschaffen wolle. Bei seinem ersten europäischen Auftritt als Minister beim EU-Treffen der Energieminister stand ihm sein Vorgänger Roberto Cingolani als Berater zur Seite. In der italienischen Presse wurde Cingolani als „Tutor“ des neuen Ministers bezeichnet, der helfen soll die Schäden einzugrenzen, die sein Nachfolger eventuell anrichten könnte.
Pichetto Fratin wurde vorgeworfen, in der Vergangenheit putinfreundliche Positionen eingenommen zu haben. So nahm er im Dezember 2016 an der Eröffnung der Vertretung der selbstproklamierten Volksrepublik Donezk in Turin teil.